# Meghvahovit
Meghvahovit (en arménien Մեղվահովիտ ) est une communauté rurale du marz de Lorri en Arménie. Comprenant également la localité de Noramut, elle compte 254 habitants en 2008.